# طبقه‌بندی گلداشمیت

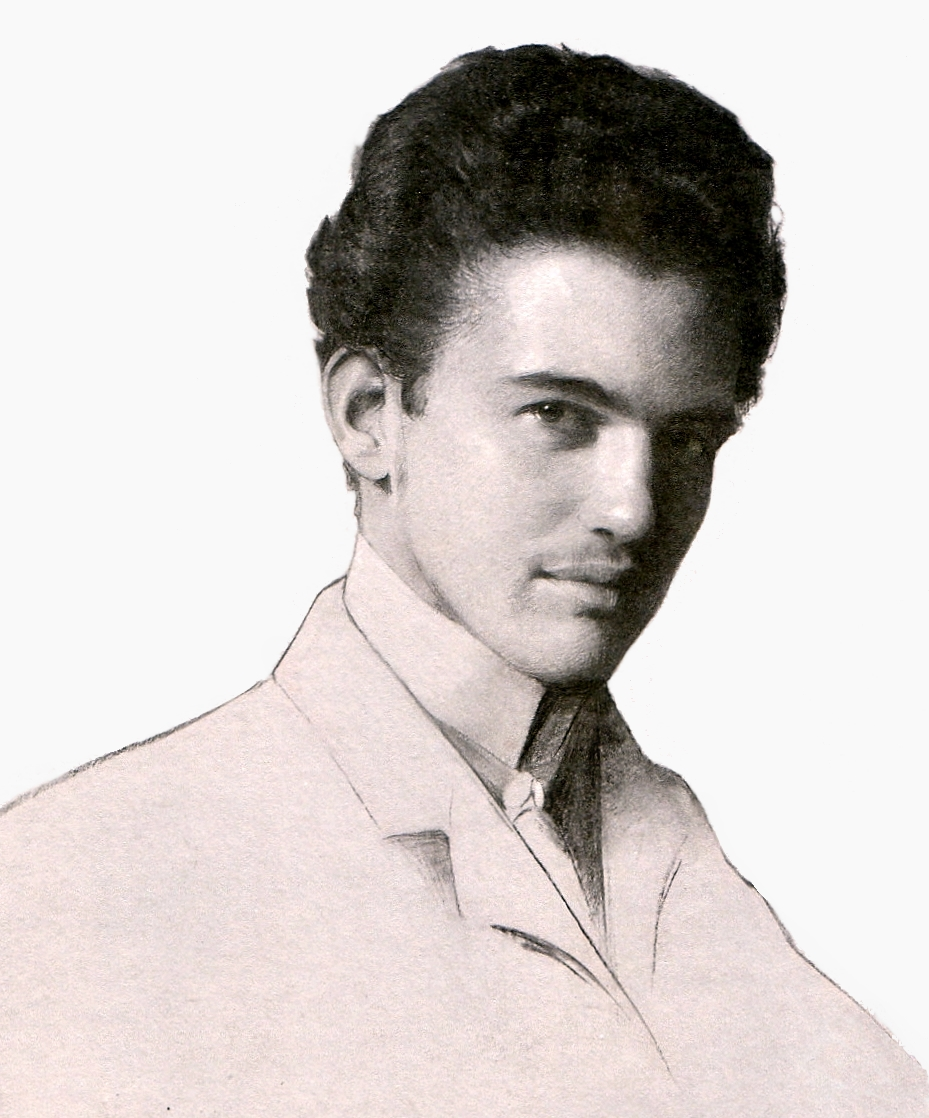
ویکتور گلدشمیت، دانشمند سوئیسی و از پایه‌گذاران علم زمین‌شیمی.

طبقه‌بندی گلداشمیت (انگلیسی: Goldschmidt classification) که توسط ویکتور گلدشمیت (۱۹۴۷–۱۸۸۸) توسعه داده‌شده، یک طبقه‌بندی زمین‌شیمیایی است که عناصر شیمیایی موجود در زمین را بر پایه فازهای میزبان ترجیحی خود را در چند دسته شامل عناصر سنگ‌دوست (دوست‌دار سنگ)، آهن‌دوست (دوست‌دار آهن)، گوگرددوست (دوست‌دار کانسنگ سولفیدی یا دوست‌دار کالکوژن) و جوّدوست (دوست‌دار گاز) یا مواد فرّار (عنصر یا ترکیبی که در آن وجود دارد، در شرایط سطحی محیط به‌صورت مایع یا گاز است)، گروه‌بندی کرده‌است.

## طبقه‌بندی در جدول تناوبی
گروه‌بندی اصلی جدول تناوبی بر پایه طبقه‌بندی گلداشمیت در جدول زیر آورده شده‌است. توجه کنید که برخی عناصر به بیش از یک فاز شباهت دارند. همچنین توضیحات مورد هر گروه دز ادامه جدول آمده‌است.
|            | ۱          | ۲          |            | ۳      | ۴      | ۵      | ۶      | ۷      | ۸      | ۹      | ۱۰     | ۱۱     | ۱۲     | ۱۳     | ۱۴     | ۱۵     | ۱۶     | ۱۷     | ۱۸     |
| گروه ←     | گروه ←     | گروه ←     |            |        |        |        |        |        |        |        |        |        |        |        |        |        |        |        |        |
| ↓ دوره     | ↓ دوره     | ↓ دوره     |            |        |        |        |        |        |        |        |        |        |        |        |        |        |        |        |        |
| ---------- | ---------- | ---------- | ---------- | ------ | ------ | ------ | ------ | ------ | ------ | ------ | ------ | ------ | ------ | ------ | ------ | ------ | ------ | ------ | ------ |
| ۱          | 1 H        |            |            |        |        |        |        |        |        |        |        |        |        |        |        |        |        |        | 2 He   |
| ۲          | 3 Li       | 4 Be       |            |        |        |        |        |        |        |        |        |        |        | 5 B    | 6 C    | 7 N    | 8 O    | 9 F    | 10 Ne  |
| ۳          | 11 Na      | 12 Mg      |            |        |        |        |        |        |        |        |        |        |        | 13 Al  | 14 Si  | 15 P   | 16 S   | 17 Cl  | 18 Ar  |
| ۴          | 19 K       | 20 Ca      |            | 21 Sc  | 22 Ti  | 23 V   | 24 Cr  | 25 Mn  | 26 Fe  | 27 Co  | 28 Ni  | 29 Cu  | 30 Zn  | 31 Ga  | 32 Ge  | 33 As  | 34 Se  | 35 Br  | 36 Kr  |
| ۵          | 37 Rb      | 38 Sr      |            | 39 Y   | 40 Zr  | 41 Nb  | 42 Mo  | 43 Tc  | 44 Ru  | 45 Rh  | 46 Pd  | 47 Ag  | 48 Cd  | 49 In  | 50 Sn  | 51 Sb  | 52 Te  | 53 I   | 54 Xe  |
| ۶          | 55 Cs      | 56 Ba      | 1 asterisk | 71 Lu  | 72 Hf  | 73 Ta  | 74 W   | 75 Re  | 76 Os  | 77 Ir  | 78 Pt  | 79 Au  | 80 Hg  | 81 Tl  | 82 Pb  | 83 Bi  | 84 Po  | 85 At  | 86 Rn  |
| ۷          | 87 Fr      | 88 Ra      | 1 asterisk | 103 Lr | 104 Rf | 105 Db | 106 Sg | 107 Bh | 108 Hs | 109 Mt | 110 Ds | 111 Rg | 112 Cn | 113 Nh | 114 Fl | 115 Mc | 116 Lv | 117 Ts | 118 Og |
|            |            |            |            |        |        |        |        |        |        |        |        |        |        |        |        |        |        |        |        |
| 1 asterisk | 1 asterisk | 1 asterisk | 1 asterisk | 57 La  | 58 Ce  | 59 Pr  | 60 Nd  | 61 Pm  | 62 Sm  | 63 Eu  | 64 Gd  | 65 Tb  | 66 Dy  | 67 Ho  | 68 Er  | 69 Tm  | 70 Yb  |        |        |
| 1 asterisk | 1 asterisk | 1 asterisk | 1 asterisk | 89 Ac  | 90 Th  | 91 Pa  | 92 U   | 93 Np  | 94 Pu  | 95 Am  | 96 Cm  | 97 Bk  | 98 Cf  | 99 Es  | 100 Fm | 101 Md | 102 No |        |        |

| طبقه‌بندی گلداشمیت: سنگ‌دوست آهن‌دوست گوگرددوست جوّدوست کم‌مقدار/ترکیبی |

## عناصر سنگ‌دوست
عناصر سنگ‌دوست به عناصری گفته‌می‌شود که بر روی سطح یا نزدیک به آن باقی می‌مانند زیرا به راحتی با اکسیژن ترکیب شده و ترکیباتی تشکیل می‌دهند که در هسته زمین فرو نمی‌روند. همچنین این عناصر بیشتر در فاز سیلیکاتی شهاب‌سنگ‌ها جمع می‌شوند تا در فازهای فلزی یا سولفیدی. این گونه عناصر در پوستهٔ سیلیکاتی زمین متمرکز می‌شوند.
عناصر سنگ‌دوست عبارتند از: آلومینیم، بور، باریم، بریلیم، برم، کلسیم، کلر، کروم، سزیم، فلوئور، ید، هافنیم، پتاسیم، لیتیوم، منیزیم، سدیم، نیوبیم، اکسیژن، فسفر، روبیدیم، اسکاندیم، سیلیسیم، استرانسیم، تانتالم، توریم، تیتانیم، اورانیوم، وانادیم، ایتریم، زیرکونیم، تنگستن و لانتانیدها یا عناصر کمیاب زمین (REE).

## عناصر آهن‌دوست
عناصر آهن‌دوست، فلزهای واسطه‌ای هستند که تمایل به فرورفتن در هسته زمین دارند، زیرا به راحتی در آهن یا به صورت محلول جامد یا در حالت مذاب حل می‌شوند، اگرچه برخی از منابع عناصری را که فلز واسطه نیستند (مانند ژرمانیم) را نیز در فهرست عناصر آهن‌دوست خود قرار می‌دهند.
ویژگی عناصر آهن‌دوست بیشتر در فاز فلزی متمرکز است تا در فازهای سیلیکاتی و سولفیدی و احتمالاً بیشتر در هستهٔ زمین متمرکز است تا در گوشته و پوستهٔ آن.
عناصر آهن‌دوست با ویژگی آهن‌دوستی بالا شامل روتنیم، رودیم، پالادیم، رنیم، اسمیم، ایریدیم، پلاتین، وطلا، و آهن‌دوستی متوسط شامل کبالت و نیکل، علاوه بر عناصر مورد مناقشه‌ای که قبلاً ذکر شد – برخی منابع حتی تنگستن و نقره را در این دسته‌بندی آورده‌اند.

## عناصر گوگرددوست
عناصر گوگرددوست بیشتر در فاز سولفیدی متمرکز هستند تا در فازهای فلزی و سیلیکاتی. این عناصر عبارتند از: نقره، آرسنیک، بیسموت، کادمیم، مس، گالیم، ژرمانیم، جیوه، ایندیم، سرب، گوگرد، آنتیموان، سلنیم، قلع، تلوریم، تالیم رو روی.

## عناصر جوّدوست
عناصر جوّدوست عناصری هستند که بیش از همه در جوّ زمین وجود دارند. این عناصر عبارتند از: هیدروژن، کربن، نیتروژن و گازهای نجیب.

## عناصر کم‌مقدار یا ترکیبی
عناصر کم‌مقدار یا ترکیبی از این طبقه‌بندی مستثنی می‌شوند، زیرا به‌طور طبیعی رخ نمی‌دهند.
عناصر نادر رادیواکتیو (برای مثال تکنسیم، پرومتیم، پولونیم، استاتین، رادون، فرانسیم، رادیم، اکتینیم، پروتاکتینیم، نپتونیم، پلوتونیم) نیز معمولاً به عنوان ترکیبی شناخته می‌شوند. اگرچه این عناصر در طبیعت نیز وجود دارند. ,